# Eduardo Pacheco Chaves
Eduardo Pacheco Chaves, conhecido como Edu Chaves, (São Paulo, 18 de julho de 1887 — 21 de junho de 1975) foi um aviador brasileiro, pioneiro nas ligações aéreas entre São Paulo e Santos, São Paulo e Rio de Janeiro e também entre o Rio e Buenos Aires.
Sua paixão pela aviação começou ainda na Inglaterra, onde estudava, ocasião em que conheceu Santos Dumont. Em julho de 1914, Edu Chaves entrou para a história ao realizar, sem escalas, o primeiro voo de São Paulo ao Rio de Janeiro. O voo levou 6 horas, em um motoplanador com motor de 80 cavalos e a uma velocidade máxima de 80 km/h.

## Biografia
Edu nasceu na capital paulista em 1887. Era filho de Elias Antônio Pacheco e Chaves e de Anésia da Silva Prado. Nasceu em um casarão da rua São Bento no centro da cidade e era filho de uma antiga família de cafeicultores. Fascinado pela aviação, Edu foi para a França com o propósito de tornar-se piloto. Em 28 de julho de 1911 adquiriu seu "brevê" de piloto da Fédération Aéronautique Internationale a bordo de um aparelho modelo Bleriot de 25 HP.
Ainda na França, foi o primeiro aviador a realizar voos noturnos. Foi o primeiro piloto brasileiro a voar nos céus do Brasil no dia 8 de março de 1912, na cidade de Santos. Neste período teve a oportunidade de voar em companhia do aviador francês Roland Garros na breve estadia deste no Brasil. Edu também foi pioneiro ao fundar a primeira escola de aviação do país em Guapira, onde empregou aviões trazidos da Europa.

## O primeiro voo sem escalas
| “ | O dia de ontem assinalou mais um triunfo para a aviação no Brasil. Coube ainda uma vez a Edu Chaves realizar um "raid" sensacional, vindo de São Paulo ao Rio de Janeiro em 6 horas e meia, vencendo com admirável segurança um percurso de 450 quilômetros. O arrojado aviador paulista, nessa prova de resistência teve de vencer dificuldades que não chegaram para impedir a terminação do seu voo memorável, desta vez terminado com um absoluto sucesso, aterrando calmamente no campo de aviação da fazenda dos Afonsos. (...) Edu Chaves saiu do prado da Mooca em S. Paulo às 9,30 da manhã, tendo resolvido de surpresa renovar o "raid" que o tornara famoso, alguns anos atrás, quando uma falsa orientação do terreno o fez cair ao mar, nas proximidades de Mangaratiba. O aparelho de que se serviu Edu Chaves foi um monoplano Blériot, com um motor Gromo de 80 cavalos. O percurso realizado no "raid" de ontem foi de cerca de 450 km , vencidos em 6 horas e meia. Edu Chaves fez o voo à altura de 2000 metros, subindo a 3000 metros ao atravessar a Serra do Mar. A velocidade desenvolvida pelo Blériot foi de cerca de 80 km/h. Foi uma verdadeira surpresa a chegada de Edu Chaves no campo de aviação da fazenda dos Afonsos. Recebido com efusivas demonstrações de aclamação, por Darioli, Nicola Santo, Kirk e outros aviadores presentes, Edu Chaves foi felicitado entusiasticamente pelo "raid" que realizara com um sucesso tão brilhante. | ” |

Em janeiro de 1921 voou do Rio de Janeiro a Buenos Aires.

## Morte
Edu Chaves morreu na capital paulista, em 21 de junho de 1975, aos 87 anos.

## Homenagem
Em homenagem ao ilustre aviador, o aeroporto de Paranavaí, no Paraná, recebeu o nome de "Aeroporto Edu Chaves", assim como uma avenida e um bairro da cidade de São Paulo, que tem o nome de Parque Edu Chaves.